# Boardwalk Empire
Boardwalk Empire er en amerikansk dramaserie skabt af Terence Winter, der havde premiere på HBO den 19. september 2010.
Den kritikerroste serie har indtil videre vundet en Golden Globe for "Bedste Dramaserie" (2010) samt for "Bedste Skuespiller i en Dramaserie" (2010), der gik til Steve Buscemi.
Executive producers inkluderer Martin Scorsese, Mark Wahlberg, Tim van Patten og Stephen Levinson.

## Synopsis
Boardwalk Empire er et periodisk drama, der er centreret omkring Enoch "Nucky" Thompson (baseret på politikeren Enoch L. Johnson), en politisk figur der kontrollerede Atlantic City under den såkaldte forbudstid  tilbage i 1920'erne og 1930'erne. Serien implementerer et større antal historiske karakterer, som interagerer med Thompson i hans personlige og politiske liv. Bl.a. kan nævnes Al Capone, Charles "Lucky" Luciano, Edward L. Bader og Arnold Rothstein. Thompsons illegale aktiviteter er som regel hovedfokus for seriens narrativ, hvilket bl.a. fører til flere møder med loven, gangstere og korrupte politikere.

## Hovedroller
- Steve Buscemi som Enoch "Nucky" Thompson – En magtfuld korrupt politisk aktør i Atlantic City.
- Michael Pitt som James "Jimmy" Darmody – Nuckys protégé, som er hjemsøgt af sine oplevelser fra Første Verdenskrig.
- Kelly Macdonald som Margaret Schroeder – En ung irsk enke og moder, der hjælpes af Nucky. Bliver sidenhen hans elskerinde, og senere hans kone.
- Michael Shannon som Nelson Van Alden – En dyster prohibition agent, der identificerer Nucky som nøglen til Atlantic Citys underverden.
- Shea Whigham som Elias "Eli" Thompson – Nucky's lillebror og sherif i Atlantic City distriktet.
- Aleksa Palladino som Angela Darmody – Jimmy's kone og mor til hans unge søn.
- Michael Stuhlbarg som Arnold Rothstein – En magtfuld og intelligent New York gangster, der har forretninger med Nucky.
- Stephen Graham som Al Capone – En voldelig Chicago-gangster med store ambitioner.
- Vincent Piazza som Charles "Lucky" Luciano – Siciliansk-amerikansk gangster og en af Rothsteins håndlangere.
- Paz de la Huerta som Lucy Danziger – Nucky's temperamentsfulde elskerinde og en tidligere Ziegfeld Follies danser.
- Michael Kenneth Williams som Chalky White – Nucky's modstykke i Atlantic City's sorte samfund.
- Anthony Laciura som Eddie Kessler – Nucky's overvældede og nervøse tyske assistent og butler, som ofte er i modtagerrollen af sin arbejdsgivers vredesudbrud.
- Paul Sparks som Michael "Mickey Doyle" Kozik – Atlantic City smugler. Doyle er baseret på den virkelige gangster Mickey Duffy.
- Dabney Coleman som Commodore Louis Kaestner – Nucky's mentor og forgænger i Atlantic City, som senere bliver afsløret som Jimmy's biologiske far. Baseret på den tysk-amerikanske politiker Louis Kuehnle.